# Combat de Chanay
Guerre de Vendée et Chouannerie de 1832
Batailles
- Chanay
- Toucheneau
- Maisdon
- Le Chêne
- La Penissière
- Riaillé
- Saint-Aubin-des-Ormeaux

Le combat de Chanay se déroule le 26 mai 1832 lors de la cinquième chouannerie. Le nom de Chanay vient du château de Chasnay.

## Circonstances

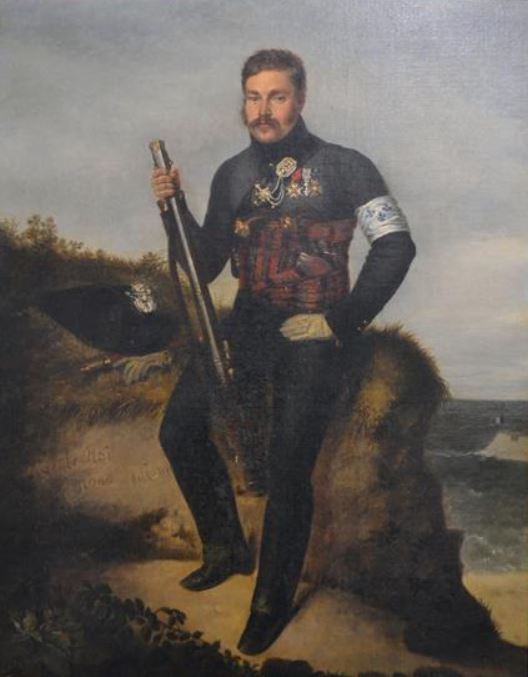
Officier royaliste, huile sur toile anonyme, XIXe siècle.

Le soulèvement royaliste est initialement décidé pour le 24 mai 1832, avant d'être reporté à la nuit du 3 au 4 juin. Cependant le contre-ordre, signé par Bourmont parvenu à Pierre Gaullier avait mis le désarroi dans les troupes déjà réunies.

## Déroulement
Gaullier se rendit, le 25 à midi, au Château de Chasnay où le général Clouet l'attendait. Le 25 mai, une troupe d'environ 170 chouans se réunit au château de Chaunay, à Grez-en-Bouère. Ces derniers sont menés par le général Antoine Clouet et par Pierre Gaullier, fils de Marin-Pierre Gaullier.
A la fin du dîner, un détachement de 40 hommes du 31e régiment de ligne, venant de Château-Gontier, est signalé par les sentinelles. Le soir,, les légitimistes sont attaqués par 40 hommes du 31e régiment d'infanterie de ligne venus de Château-Gontier.
Louis Buquet, du Buret, et Morin, dit Tanquerel, d'Auvers-le-Hamon, tombent parmi les légitimistes ; ceux-ci avec leurs chefs, Clouet, Gaullier, Bernoulli, Leroy, chargent à la baïonnette et la troupe de ligne  des orléanistes se retire sur le chemin de Gennes-sur-Glaize. 
Ils se réorganisent et contre-attaquent. Les belligérants s'affrontent en tirailleurs de trois heures à sept heures de l'après-midi. Les quelques paysans qui étaient restés aux côtés de Gaullier et de Clouet battirent en retraite, tiraillant derrière les haies. Les chouans finissent par se replier sur Saint-Charles-la-Forêt où le général les licencia.
Le soir, une compagnie du 31e vint cerner le château de Chasnay. La famille Jarret de la Mairie était réunie à la chapelle. On perquisitionna dans toute la maison à la lueur d'un cierge, sans rien trouver de compromettant.

## Pertes
Les orléanistes déplorent trois morts : le sergent-major Hero, le grenadier Joubain et le voltigeur Louage. Les chouans comptent au moins huit morts, dont un chef : Jean-René Guitter dit Saint-Martin.
L'abbé Foucher écrit, avec une exagération manifeste selon l'Abbé Angot, au sujet de l'affaire de Chasnay (25 mai 1832) : Les fuyards arrivés à Saint-Charles « reçurent le secours des compagnies de M. de Pontfarcy, composées en grande partie des ouvriers des mines, qui soutinrent avec courage l'attaque des Castrogontériens. Mais à la fin, il fallut céder. Le combat dura trois heures et coûta beaucoup de sang. ». Il ajoute que Saint-Martin passa pour mort, mais qu'il se sauva, que sa femme prit le deuil et qu'ainsi le vieux chouan put mourir tranquille. Les mégères de Château-Gontier voulaient insulter les cadavres qu'on rapporta. Un meunier de Gennes qui ramenait ses chevaux fut tué par un individu qu'on avait armé pour recruter la garde nationale.